# Koji Kataoka
Koji Kataoka (født 19. juni 1977) er en tidligere japansk fodboldspiller.
Han har spillet for flere forskellige klubber i sin karriere, herunder Tokushima Vortis.